# Laurier (circonscription provinciale)
Pour les articles homonymes, voir Laurier.
Laurier est une ancienne circonscription provinciale québécoise de la région de Montréal. Elle a été en fonction de 1966 à 1994.

## Historique
Elle est unie avec Dorion pour devenir Laurier-Dorion.

## Liste des députés
| Législature                                                        | Années    | Député          | Député         | Parti       |
| ------------------------------------------------------------------ | --------- | --------------- | -------------- | ----------- |
| Laurier Créée depuis Laval, Montréal-Laurier et Montréal-Outremont |           |                 |                |             |
| 28e                                                                | 1966–1967 |                 | René Lévesque  | Libéral     |
| 28e                                                                | 1967–1970 |                 | René Lévesque  | Indépendant |
| 29e                                                                | 1970–1973 |                 | André Marchand | Libéral     |
| 30e                                                                | 1973–1976 |                 | André Marchand | Libéral     |
| 31e                                                                | 1976–1981 |                 | André Marchand | Libéral     |
| 32e                                                                | 1981–1985 | Christos Sirros |                | Libéral     |
| 33e                                                                | 1985–1989 | Christos Sirros |                | Libéral     |
| 34e                                                                | 1989–1994 | Christos Sirros |                | Libéral     |
| Dissoute dans Laurier-Dorion                                       |           |                 |                |             |

## Résultats électoraux

### Évolution pour les principaux partis
|                                                                                       |
| - Parti libéral - Union nationale (ancien) - Parti québécois - Crédit social (ancien) |